# محمد جامشيد عبادي
محمد جامشيد عبادي (بالفارسية: محمدجمشید آبادی) هو ملاكم إيراني، مثّل بلاده في الألعاب الأولمبية الصيفية 1948.

## روابط خارجية
محمد جامشيد عبادي على موقع أوليمبيديا (الإنجليزية)